# Jim O'Rourke (musicien)
Pour les articles homonymes, voir O'Rourke.
Jim O'Rourke, né le 18 janvier 1969 à Chicago, est un musicien, auteur, compositeur, interprète et producteur américain.
Il a joué dans de nombreuses formations (Brise-Glace, Loose Fur, Gastr del Sol...) et a été membre intégrant du groupe new-yorkais Sonic Youth de 2000 à 2005. Il a également collaboré en tant que producteur avec Wilco (en intervenant dans le mixage de leur album Yankee Hotel Foxtrot puis en produisant A Ghost Is Born), mais aussi pour Stereolab, Faust, Joanna Newsom, Smog et Cynthia Dall. En 2024, il participe à la bande son originale de l’AS Velasca. 
Parmi ses influences, on peut citer John Fahey, Tony Conrad, Burt Bacharach et Genesis.

## Discographie
Parmi ses albums :
- 1997 Bad Timing[2]
- 1999 Eureka[3]
- And I'm Happy, and I'm Singing, and 1,2,3... (2001)
- Insignificance[4] (2001)
- Eureka (1999)
- Bad Timing (1997)
- Happy Days (1997)
- The Visitor[5] (2009)
- Old News Vol.1 (2008)
- Old News Vol.5 (2011)
- Old News Vol.6 (2011)
- Old News Vol.7 (2012)
- Simple Songs[6] (2015)
- 2021 Too Compliment[7] chez DDS[8]

### EP
- 1999 Halfway to a Threeway[9]

Série des Steamroom à partir de 2013 : 
- 2013 steamroom 1[10]
- 2021 steamroom 58[11]